# Маныкин-Невструев, Александр Иванович
Александр Иванович Маныкин-Невструев (1834—1894/1895) — русский военачальник, участник Крымской, Кавказской и Русско-Турецкой (1877—1878) войн; генерал-лейтенант Генерального штаба (1890).

## Биография
Родился 12 (24) июля 1834 года в семье дворян Орловской губернии. Получил образование сначала в Орловском Бахтина кадетском корпусе, затем в Дворянском полку (Константиновском военном училище). В 1859 году окончил курс в Николаевской Академии Генерального штаба по первому разряду.
В 1852 году поступил в лейб-гвардии Литовский полк. Окончив курс в Академии Генерального штаба получил назначение в Кавказскую армию. Служил в Мингрельском 16-м гренадерском полку; состоял для особых поручений при штабах войск Терской и Кубанской областей, служил старшим адъютантом в тех же штабах.
Во годы службы на Кавказе участвовал в боевых действиях против горцев и за отличие был произведён в подполковники. Состоял помощником начальника штаба войска Кубанской области.
В 1871 году назначен на должность начальника штаба 3-й пехотной дивизии, а в 1872 году — помощником начальника штаба Восточно-Сибирского военного округа.
В 1875 году произведён в генерал-майоры. 24 февраля 1877 года назначен на должность начальника штаба Гренадерского корпуса. Участвовал в Русско-турецкой войне, находясь в составе Плевненского отряда обложения под начальством князя Карла Румынского (2-28 ноября). Гренадеры Маныкина-Невструева отличились при Плевны. В ходе сражения участвовал в перестрелке передовых частей с турками 26 ноября, в последнем Плевненском бою и взятии Осман-паши.
За участие в сражении под Плевной 28 ноября 1878 года награждён золотым оружием с надписью «за храбрость»; помимо этого, за отличное мужество и храбрость, оказанную в делах с турками, был удостоен ордена Святого Владимира 3-й степени с мечами.
Назначен начальником штаба Гренадерского корпуса (01.06.1877); начальником штаба Казанского военного округа (1889) и Одесского Военного округа (11.1889 — 01.1895).
В 1883 году был напечатан написанный Маныкиным-Невструевым очерк «Завоеватели Восточной Сибири якутские казаки» (Москва: Унив. тип. (М. Катков), 1883. — 78 с., 1 л. карт.).
Умер 27 декабря 1894 (8 января 1895) года. Похоронен на Ваганьковском кладбище.

## Чины
- 1863 — капитан,
- 1865 — подполковник,
- 1868 — полковник,
- 1875 — генерал-майор,
- 1890 — генерал-лейтенант.

## Награды
Награды Российской империи:
- Орден Святого Станислава 3-й степени с мечами и бантом (Выс. пр. 1861)
- Орден Святой Анны 3-й степени (Выс. пр. 1862)
- Орден Святого Станислава 2-й степени с мечами (Выс. пр. 1862) и императорской короной (Выс. пр. 1871)
- Орден Святого Владимира 4-й степени (Выс. пр. 1874)
- Золотое оружие с надписью «За храбрость» (1878)
- Орден Святого Владимира 3-й степени (не ранее 1878 г.)
- Орден Святой Анны 1-й степени
- Орден Святого Станислава 1-й степени

Иностранные награды:
- Орден Белого орла (Сербия)
- Крест «За переход через Дунай» (Румыния)
- Орден Князя Даниила 2-й степени (Черногория)

## Семья
Был женат, имел 4 детей, в том числе сына — Николая Александровича Маныкина-Невструева.